# Tulku
Um tulku (em tibetano: སྤྲུལ་སྐུ; Wylie: sprul sku; pinyin tibetano: Zhügu; também grafado tülku ou trulku) é, no budismo tibetano, um lama que conseguiu, através da phowa e da siddhi, escolher conscientemente ser reencarnado, às vezes por mais de uma vez, de maneira a continuar seu juramento de bodisátva. O mais famoso exemplo é a linhagem dos Dalai Lamas; o atual Dalai Lama, Tenzin Gyatso, é tido como a décima-quarta encarnação, o primeiro sendo Gendun Drup (1391–1474). Na tradição vajrayana acredita-se que a linhagem mais antiga de tulkus seja a dos Karmapas (líderes espirituais da linhagem de Karma Kagyu), que se iniciou com Düsum Khyenpa (1110-1193).

## Etimologia
O termo tülku é a tradução para o tibetano do termo filosófico nirmanakaya. De acordo com o sistema filosófico do trikaya, ou "três corpos do Buda", o nirmanakaya é o "corpo" do Buda, no sentido de "corpomente" (sânscrito: nāmarūpa). Assim, a pessoa de Sidarta Gautama, o Buda histórico, é um exemplo de nirmanakaya. No contexto do budismo tibetano, o tülku costuma se referir à existência corpórea dos mestres iluminados budistas em geral.